# Paseo La Plaza

Entrada principal del Paseo La Plaza por la Avenida Corrientes.

El Paseo La Plaza es un centro cultural  ubicado en la ciudad de Buenos Aires, Argentina, en el que se realizan tanto funciones teatrales como diversos tipos de congresos y convenciones, además de contar con locales gastronómicos y comerciales. Está ubicado en plena zona teatral de la Avenida Corrientes, en cercanías del Teatro General San Martín, el Centro Cultural General San Martín y otras salas destacadas.
El Paseo tiene cinco salas importantes: Pablo Picasso, Pablo Neruda, Alfonsina Storni, Julio Cortázar y Pablo Casals. La Sala Pablo Picasso tiene una capacidad para 444 personas y dispone de una terraza para la instalación de una carpa cuyo uso es ideal para exposiciones o para ofrecer diferentes servicios durante los congresos. La Sala Pablo Neruda cuenta con 520 butacas y dispone de la Sala Alfonsina Storni como anexo, con una capacidad para 120 personas sin escenario. La Sala Julio Cortázar posee 2 Salas con Escenario y butacas con capacidad para sala A 40 Personas y Sala B con capacidad de  80 butacas, ambas salas se acceden por escalera lo cual no tiene acceso para personas con discapacidad. Finalmente, la Sala Pablo Casals, que tampoco dispone de escenario, tiene una capacidad variable entre 30 y 45 personas, dependiendo del evento a realizar.
El solar sobre el que en la década de 1980 se edificó el Paseo La Plaza, había sido anteriormente la sede del Mercado Nuevo Modelo, o Mercado Nuevo, sucesor del previamente demolido Mercado Modelo (situado, en su día, frente a la Plaza Lorea). El Mercado Nuevo tenía como uno de sus anexos al célebre bodegón Bachín, inspiración del tango de Astor Piazzolla con letra de Horacio Ferrer Chiquilín de Bachín.
El Paseo La Plaza fue diseñado originalmente con el aspecto de una pequeña aldea con callejuelas y puentecillos que tenía el atractivo de poseer una plaza circular interna, rodeada de escalinatas y pasarelas, que servía de teatro al aire libre y donde se realizaban distintas actividades, como las emisiones radiales de Alejandro Dolina. En torno a ella, con acceso libre y gratuito, discurría gran parte de la circulación de la gente. la plaza dejó de ser tal en 1994 cuando la mayor parte de su espacio fue ocupado por un bar.